# Diogo António José Leite Pereira de Melo e Alvim
Diogo António José Leite Pereira de Melo e Alvim CvA • OA • ComA • GOA (30 de Maio de 1904 - 15 de Janeiro de 1973) foi um almirante da marinha de guerra portuguesa.

## Biografia
A 26 de Janeiro de 1939, sendo Primeiro-Tenente, foi feito Cavaleiro da Ordem Militar de Avis, tendo sido elevado a Oficial da mesma Ordem a 11 de Maio de 1942 e, a 26 de Janeiro de 1949, a Comendador.
Exerceu o cargo de governador da Guiné Portuguesa de 1954 a 1956.
A 31 de Agosto de 1960 foi elevado a Grande-Oficial da Ordem Militar de Avis.